# Język kaććhi
Język kaććhi (gudżarati: કચ્છી, sindhi: کچھی, hindi: कच्छी, urdu: کچھی) – język używany przez ok. 806 tys.  osób w okręgu administracyjnym Kaććh i sąsiednich okręgach oraz przez ok. 60 tys. osób w innych miejscach świata. Jest blisko spokrewniony z językiem sindhi, a w dalszej kolejności z językiem gudźarati, ponieważ okręg Kaććh leży w stanie Gujarat i sąsiaduje z okręgiem Sindh. Kaććhi uchodzi za mieszaninę gudźarati, sindhi i języka radżastani. Jest prawdopodobne, że takie podobieństwa językowe są wynikiem migracji.